# آشوت مخیتاریان
آشوت مخیتاریان (ارمنی: Աշոտ Ռուբենի Մխիթարյան؛ زادهٔ ۱۶ ژوئیهٔ ۱۹۵۹ - درگذشت ۲۳ مهٔ ۲۰۱۰) وزنه‌بردار اهل ارمنستان بود.

## زندگی‌نامه
وی در ۱۶ ژوئیهٔ ۱۹۵۹ در گیومری به دنیا آمد . وی برنده جوایزی همچون مدال موسس خورناتسی است. وی در ۲۳ مهٔ ۲۰۱۰ در سن ۵۰ سالگی در ایروان درگذشت.
وی از سال ۲۰۰۶ میلادی سرمربیگری تیم ملی وزنه‌برداری جمهوری ارمنستان را برعهده داشت. وی همچنین برندهٔ جوایزی همچون مدال موسس خورناتسی شده‌است.

## درگذشت
وی در ۲۳ مه ۲۰۱۰ در فرودگاه بین‌المللی زوارتنوتس در اثر سکته قلبی درگذشت.